# Font de la Plaça d'Espanya
La font commemorativa de l'Exposició de 1929, més coneguda com font de la plaça d'Espanya, és un monument escultòric situat al centre de la plaça homònima, a Barcelona. Fou creada el 1929 per a l'Exposició Internacional, amb un disseny de l'arquitecte Josep Maria Jujol i una decoració escultòrica de Miquel Blay, Frederic Llobet i els germans Miquel i Llucià Oslé. Aquesta obra està catalogada com a Bé Cultural d'Interès Local.

## Història i descripció
En el Pla Cerdà, la plaça d'Espanya era un simple espai lliure a la cruïlla de les vies que comunicaven Barcelona i les poblacions del Baix Llobregat, prop de l'antiga Creu Coberta. Després d'un primer projecte per a urbanitzar la plaça de Josep Amargós el 1915, finalment Josep Puig i Cadafalch i Guillem Busquets se'n van encarregar de les obres, que van ser continuades per Antoni Darder des del 1926. Puig i Cadafalch i Busquets van dissenyar un conjunt monumental de forma circular, entorn d'un hemicicle format per una columnata d'estil barroc, inspirada en la plaça de Sant Pere del Vaticà de Bernini.

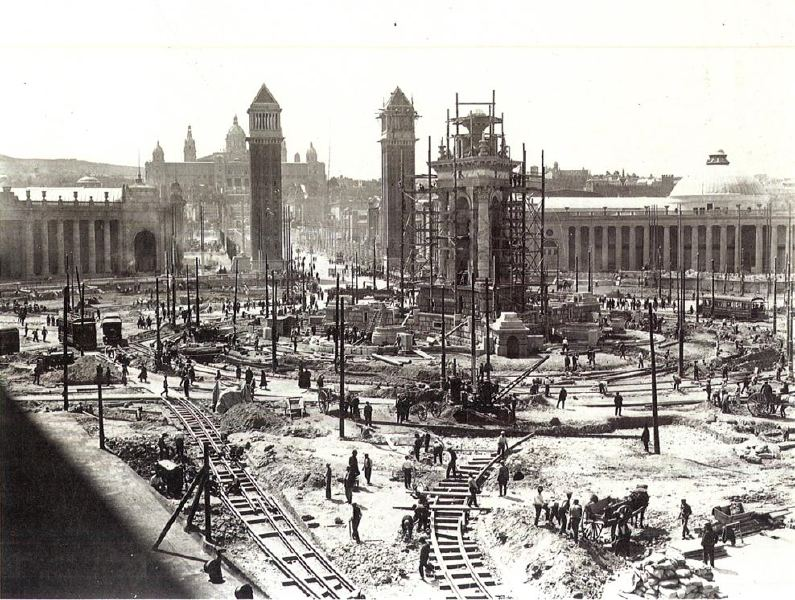
Font de la plaça d'Espanya en construcció (1929)

Al centre de la plaça es va col·locar una font monumental dissenyada per Josep Maria Jujol, amb una ornamentada decoració escultòrica obra de Miquel Blay, Frederic Llobet i els germans Miquel i Llucià Oslé. D'inspiració clàssica, el sentit iconogràfic de l'obra representa una al·legoria poètica a Espanya, segons el programa establert per Jujol. El seu nom original era «Font dels Tres Mars», ja que el seu autor hi volgué simbolitzar els tres mars que envolten la península Ibèrica. Sobre un estany de planta triangular se situa un edicle amb tres nínxols amb grups escultòrics que simbolitzen els rius que desemboquen als tres mars que rodegen la península Ibèrica: l'Ebre per a la mar Mediterrània, el Guadalquivir i el Tajo per a l'oceà Atlàntic i unes figures d'adolescents per als rius de la mar Cantàbrica, tots ells obra de Blay. Als vèrtexs de l'estany es troben tres grups que representen els fruits i dons de les aigües: l'Abundància, la Salut Pública i la Navegació, obra dels germans Oslé. Al voltant del cos central es troben tres columnes corínties amb diverses figures i emblemes que simbolitzen la Religió (una creu amb Ramon Llull, Santa Teresa de Jesús i Sant Ignasi de Loiola), l'Heroisme (una espasa amb Don Pelai, Jaume I d'Aragó i Isabel la Catòlica), i les Arts (un llibre amb Ausiàs March i Miguel de Cervantes), tot dissenyat per Jujol. Remata l'obra un peveter de foc amb tres Victòries, obra en bronze de l'escultor Frederic Llobet. Per altra banda, al peu del monument se situen sis cartel·les amb la inscripció en llatí Senatus Populusque Barcinonensis (Senat i Poble de Barcelona), en imitació del SPQR romà.
Jujol va atorgar al disseny de la font la monumentalitat de l'arquitectura clàssica grecoromana i la grandiloqüència de l'arquitectura barroca, al mateix temps que diversos aspectes de la composició relatius a l'escala i la mètrica recorden l'obra d'Antoni Gaudí —de qui va ser deixeble Jujol— i de Lluís Domènech i Montaner. Tot això reinterpretat amb l'òptica jujoliana, com es denota en el seu gust pel contrast en els diversos elements compositius del conjunt. L'organització estructural recorda una font barroca, formada per una base, un cos central que aglutina elements de la columna commemorativa clàssica i de l'arc de triomf, i un àtic que combina elements en pedra i en metall, per a destacar la divergència de materials. La composició es basa en la conjugació de dues figures geomètriques bàsiques, el cercle i el triangle, presents en la tradició iconogràfica cristiana. Quant a la decoració escultòrica, en ser obra de diversos autors presenta diverses tendències estilístiques: les obres de Miquel Blay corresponen a un realisme de caràcter classicista, les dels germans Oslé s'apropen més al noucentisme, i les de Frederic Llobet a l'art déco de moda en el moment.
La font es va sotmetre a una intensa restauració amb motiu dels Jocs Olímpics de 1992.

## Elements de la font
| Nom                     | Autor                | Material                            | Dimensions                                            | Descripció | Foto |
| ----------------------- | -------------------- | ----------------------------------- | ----------------------------------------------------- | --- | ---- |
| Rius de la Mediterrània | Miquel Blay          | Marbre blanc                        | 5,05 x 2,50 x 2                                       | Els rius de la Mediterrània estan representats per l'Ebre, personificat en un jove nu, abillat únicament per un mocador aragonès al cap. Al seu costat es troben dos nens que representen els seus afluents, i que sostenen uns vasos que vessen l'aigua a la font. Al fons s'aprecia la figura d'una dona, com a símbol de la Terra, que recull l'aigua en un cistell que fa fructificar el corn de l'abundància que sosté el personatge principal. Al nínxol hi figuren les inscripcions Tarrac i Caesar, que al·ludeixen al passat romà d'aquesta regió, coneguda en època clàssica com a Tarraconensis. El grup està orientat a l'est, cap a l'avinguda del Paral·lel. |      |
| Rius de l'Atlàntic      | Miquel Blay          | Marbre blanc                        | 4,60 x 2,32 x 2                                       | La vessant atlàntica està simbolitzada pel Tajo i el Guadalquivir, representats per dues figures masculines: el primer és un home madur amb barba, que està assegut sobre una pedra i sosté una gran gerra al braç dret; el segon és més jove, i es troba dempeus, amb una gran petxina amb què recull l'aigua que li vessa des de dalt un nen que personifica un afluent del Guadalquivir, el Guadalimar. Al mateix temps, un altre nen es troba de genolls sota la gran petxina, mirant cap a l'altre personatge, pel que simbolitza el Guadiana, riu situat entre els dos. Aquest grup està orientat cap al sud. |      |
| Rius del Cantàbric      | Miquel Blay          | Marbre blanc                        | 5 x 2,38 x 2,10                                       | Els rius del Cantàbric estan plasmats en una sèrie de figures de nens i adolescents: a la part superior, un nen que prefigura el Nerbion vessa aigua sobre una gran petxina que sosté un adolescent situat a la part esquerra del nínxol, que caldria interpretar com la gran ria de Bilbao, on desemboca el Nerbion; a la dreta de la fornícula, una noia i dos nens subjecten diverses gerres sobre les seves espatlles, en al·lusió a la font que nodreix els rius Nalón i Narcea; en darrer lloc, a la part inferior una dona recull totes aquestes aigües que hi flueixen, simbolitzant el mar septentrional de la península. Aquest grup mira cap a l'oest, al carrer Tarragona. |      |
| Salut Pública           | Miquel i Llucià Oslé | Bronze                              | 7,15 x 3,20 x 3,20                                    | Una de les al·legories dels fruits i dons de les aigües és la salut pública (o higiene), situada al vèrtex del carrer Tarragona. Col·locada sobre un pedestal amb la inscripció llatina Salus, és una figura femenina coronada per herbes medicinals i que porta una gerra sobre l'espatlla esquerra, al costat d'una oca i un nen amb una petxina a la mà. Es tracta de la deessa Higiea (la Salus romana), filla d'Esculapi, que vetlla per la salut de l'ésser humà. L'oca és un símbol de la vigilància, de l'atenció sempre constant que requereix la salut. Per la seva banda, la petxina que porta el nen simbolitza l'aigua, un factor fonamental per a la higiene. |      |
| Abundància              | Miquel i Llucià Oslé | Bronze                              | 7,09 x 3,20 x 3,20                                    | Altre do és l'Abundància, ubicada cap al sud, amb la inscripció Abundantia. De nou és una figura femenina, amb un cistell de fruites al braç dret i una branca a l'esquerre, mentre que als seus peus es troba un feix de blat i una cabra, probablement Amaltea, la cabra que va amamantar Zeus i de qui el corn sobreeixia exuberant de tota classe de fruits. En aquesta escena també hi figura un nen, com als altres dos grups dels germans Oslé. |      |
| Navegació               | Miquel i Llucià Oslé | Bronze                              | 7,41 x 3,20 x 3,20                                    | El darrer do és el de la Navegació, encarat a l'avinguda del Paral·lel i amb la inscripció Navegatio. Com les anteriors, presenta una figura femenina i un nen: la dona camina sobre les ones i aixeca als seus braços un vaixell amb la vela desplegada, en representació de la navegació; per la seva banda, el nen apareix amb un peix a la mà dreta i una xarxa a l'esquerra, simbolitzant la pesca. Al costat es troba una au marina, segurament una gavina. La interpretació iconogràfica podria ser la de la nimfa Tetis, una nereida; aquestes nimfes, filles de Nereu, habitaven els mars interiors i solien acudir en socors dels mariners en perill. Tetis, per a evitar el seu matrimoni amb Peleu, va adoptar successivament la forma d'un peix, d'una au marina, d'unes ones i d'una flama. |      |
| Peveter i Victòries     | Frederic Llobet      | Bronze amb armadura de ferro forjat | 5,88 x 3,83 (peveter), 5,37 x 1,53 x 0,90 (Victòries) | La font està coronada per un peveter de foc i tres Victòries, en forma de figures femenines vestides amb túniques clàssiques. En estar situat sobre les columnes que representen la religió, les arts i l'heroisme, el foc sintetitzaria aquests valors, al temps que suposa un contrapunt a l'element al que està dedicada la font, l'aigua. Segons el Diari Oficial de l'Exposició, el foc del peveter simbolitzava «el sacrifici constant d'Espanya per la civilització». Aquest conjunt, de l'escultor Llobet, està dissenyat en un estil proper a l'art déco, l'estil de moda en aquell moment, pel que és el més modern de tota la font. |      |